# 弗朗索瓦·恩格勒
弗朗索瓦·恩格勒（法語：François Englert，法語發音：[fʁɑ̃swa ɑ̃ɡlɛʁ]；1932年11月6日—），比利時理論物理學家，在粒子物理學做出重要貢獻。
1964年，恩格勒和羅伯特·布勞特共同提出希格斯機制與希格斯玻色子理論。另外還有兩個研究小組也在同年獨立地提出類似結果，一組為傑拉德·古拉尼、卡爾·哈庚、湯姆·基博爾，另一組為彼得·希格斯。六位物理學者分別發表的三篇論文，在《物理評論快報》50周年慶祝文獻裏被公認為里程碑論文。
恩格勒的主要研究領域為統計力學、量子場論、宇宙學、弦理論、超引力，並且作出貢獻。恩格勒、希格斯與歐洲核子研究組織共同獲得2013年阿斯图里亚斯亲王科學技術奖。
因為「次原子粒子質量的生成機制理論，促進了人類對這方面的理解，近來經歐洲核子研究組織屬下大型強子對撞機的超環面儀器及緊湊緲子線圈探測器所發現基本粒子而獲得證實」，恩格勒、希格斯共同獲授2013年諾貝爾物理學獎。

## 生平
恩格勒是第二次世界大戰中猶太人大屠殺的倖存者。他出生於比利時的一個猶太家庭。在第二次世界大戰時，由於德國占領了比利時，他被迫隱瞞他的猶太裔身分，躲藏在孤兒院與兒童之家，時常逃躲於各個比利時小鎮，迪南、斯圖蒙、普罗丰德维尔、昂內都曾經是他隱藏之處。後來，美軍在昂內擊退德軍，他因此獲得自由。
1955年，恩格勒從布魯塞爾自由大學畢業，獲得學士學位。畢業後，他選擇留在學校繼續攻讀博士。1959年，得到博士學位。同年他成為康乃爾大學的副研究員，他的上司是助教授羅伯特·布勞特。他們成為好朋友與密切工作夥伴。1960年，恩格勒升遷為助教授。1961年，恩格勒返還比利時，布勞特全家也跟著一起來到布魯塞爾自由大學，布勞特在那裏擔任正教授。1964年，恩格勒擢升為正教授。1980年，布勞特與恩格勒共同領導理論物理組。1998年，恩格勒成為榮譽退休教授。
1984年，特拉維夫大學物理與天文系禮聘恩格勒教授為「薩克勒特約教授」。2004年，蒙斯-埃諾大學授予布勞特榮譽博士。2005年，荷語布魯塞爾自由大學（Vrije Universiteit Brussel）頒贈布勞特榮譽博士。2006年，被選為索爾維研究院（Solvay Institute）榮譽會員。2011年，他榮膺美國查普曼大學量子研究學院的「卓越訪問教授」。2014年，華東師範大學禮聘恩格勒教授為「榮譽教授」。

## 發現希格斯機制
1964年6月，布勞特團隊發表了三頁論文，他們指出，假定在量子真空（quantum vacuum）裏純量場的振幅不等於零，則會引起自發對稱性破缺，從而促使某些規範玻色子獲得質量。由於電磁相互作用的光子與傳遞弱相互作用的W及Z玻色子都是規範玻色子，這結果是統一弱相互作用與電磁相互作用的關鍵。稍後，希格斯獨立發表論文概述怎樣能夠應用局域規範不變性來迴避戈德斯通定理。不久之後，希格斯發表第二篇論文，他將上述迴避方法加以延伸應用於一種非常簡單模型，借以描述規範向量場怎樣獲得質量。在這篇論文裏，希格斯給出後來知名為「希格斯玻色子」的假定量子的方程式。希格斯的1966年論文又推導出希格斯玻色子的衰變機制；只有帶質量玻色子衰變，假若找到衰變的跡象，就可以證實希格斯玻色子存在。
古拉尼團隊論文提到了布勞特團隊與希格斯分別獨立於1964年發表的論文。這論文也推導出希格斯玻色子的存在，但是希格斯的希格斯玻色子具有質量，而古拉尼團隊的希格斯玻色子不具有質量，這結果令人疑問兩種希格斯玻色子是否相同。在2009年與2011年發表的兩篇論文中，古拉尼解釋，在古拉尼團隊給出的模型裏，取至最低階近似，玻色子的質量為零，但是這質量的數值沒有被任何理論限制；取至較高階，玻色子可以獲得質量；另外，只有古拉尼團隊論文明白寫出模型裏沒有零質量戈德斯通玻色子，這論文是唯一對於整個希格斯機制給出完整分析的論文。
1971年，正在烏特勒支大學攻讀博士的傑拉德·特·胡夫特與他的論文指導教授馬丁紐斯·韋爾特曼共同將楊-米爾斯理論加以重整化。他們表示，假若按照希格斯機制來實現楊-米爾斯理論的對稱性破缺，則楊-米爾斯理論可以重整化。這是二十世紀理論物理學的重要成就之一。由於這貢獻，希格斯機制開始得到理所當然的重視。1999年，胡夫特與韋爾特曼因此貢獻獲得諾貝爾物理學獎。

## 成就與榮譽
1978年，布勞特、恩格勒與埃德加德·贡齐格（Edgard Gunzig）合作發表論文《因果宇宙》（Causal Universe），提出宇宙暴脹的機制，因此獲得重力研究基金會（Gravity Research Foundation）的國際重力競賽（International Gravity Contest）第一名。
1982年，法朗基基金會（Francqui Foundation）頒發法朗基獎（Francqui Prize）給恩格勒，「因為他對於理論了解基礎交互作用物理的自發對稱性破缺做出貢獻。他首先表明，規範理論裏的自發對稱性破缺賦予規範粒子質量。因為他在其它領域，像凝聚態物理、統計力學、量子場論、宇宙學，做出貢獻。因為這些成就具有原創性與基礎重要性。」
1997年，歐洲物理學會頒發高能量與粒子物理學獎（High Energy and Particle Physics Prize）給布勞特、恩格勒、希格斯，鼓勵他們「首先表述出一種關於帶質量、帶電荷向量玻色子的自洽理論，是基本粒子電弱理論的基礎」。
2004年，布勞特、恩格勒、希格斯榮獲沃爾夫物理學獎，因為他們的「開創性工作，導致對於質量生成機制的深入了解，即每當局域規範對稱性被非對稱性地實現於亞原子粒子世界時，質量生成的機制。」
2010年，美國物理學會頒發理論粒子物理學櫻井獎給他們，因為他們「詳細闡述，在四維相對論性規範場論裏，自發對稱性破缺的性質與向量玻色子質量的持續守恆生成。」
2013年，通過皇家命令，比利時國王阿爾貝二世冊封恩格勒為男爵。恩格勒、希格斯與歐洲核子研究組織還共同獲得阿斯图里亚斯亲王科學技術奖。同年，因為“次原子粒子質量的生成機制理論，促進了人類對這方面的理解，並且最近由歐洲核子研究組織屬下大型強子對撞機的超環面儀器及緊湊緲子線圈探測器發現的基本粒子證實”，恩格勒、希格斯榮獲諾貝爾物理學獎。

## 家庭生活
恩格勒有個美滿的家庭，他與妻子共育有5個兒女。